# Роберт Ліндсей (легкоатлет)
Роберт Александер Ліндсей (англ. Robert Alexander Lindsay; нар. 18 квітня 1890 — пом. 21 жовтня 1958) — британський легкоатлет, який спеціалізувався в бігу на короткі дистанції.

## Із життєпису
Олімпійський чемпіон в естафеті 4×400 метрів (1920).
Чемпіон Англії з бігу на 440 ярдів (1921).
Багаторазовий чемпіон Шотландії з бігу на 440 ярдів.

## Основні міжнародні виступи
| Рік  | Змагання         | Місто     | Місце | Дисципліна |
| ---- | ---------------- | --------- | ----- | ---------- |
| 1920 | Олімпійські ігри | Антверпен | 3чф4  | 400 м      |
| 1920 | 1                | 4×400 м   |       |            |